# Zurnazen Mustafa Paša
Zurnazen Mustafa Paša byl osmanský státník albánského původu. Stal se velkovezírem na pouhé čtyři hodiny dne 5. března 1656. Často nebývá vůbec uveden na seznamu osmanských velkovezírů. Velkovezírem se stal díky velkému vlivu na sultána během toho, co byl velkovezírem Gazi Hüseyin Paša a podílel se i na jeho sesazení z pozice. Jeho zvolení velkovezírem vyvolalo v Istanbulu vzpouru a nakonec byl vyhoštěn do exilu.